# Hermonassa fulvescens
Hermonassa fulvescens är en fjärilsart som beskrevs av Chen 1985. Hermonassa fulvescens ingår i släktet Hermonassa och familjen nattflyn. Inga underarter finns listade i Catalogue of Life.